# メジェルダ川

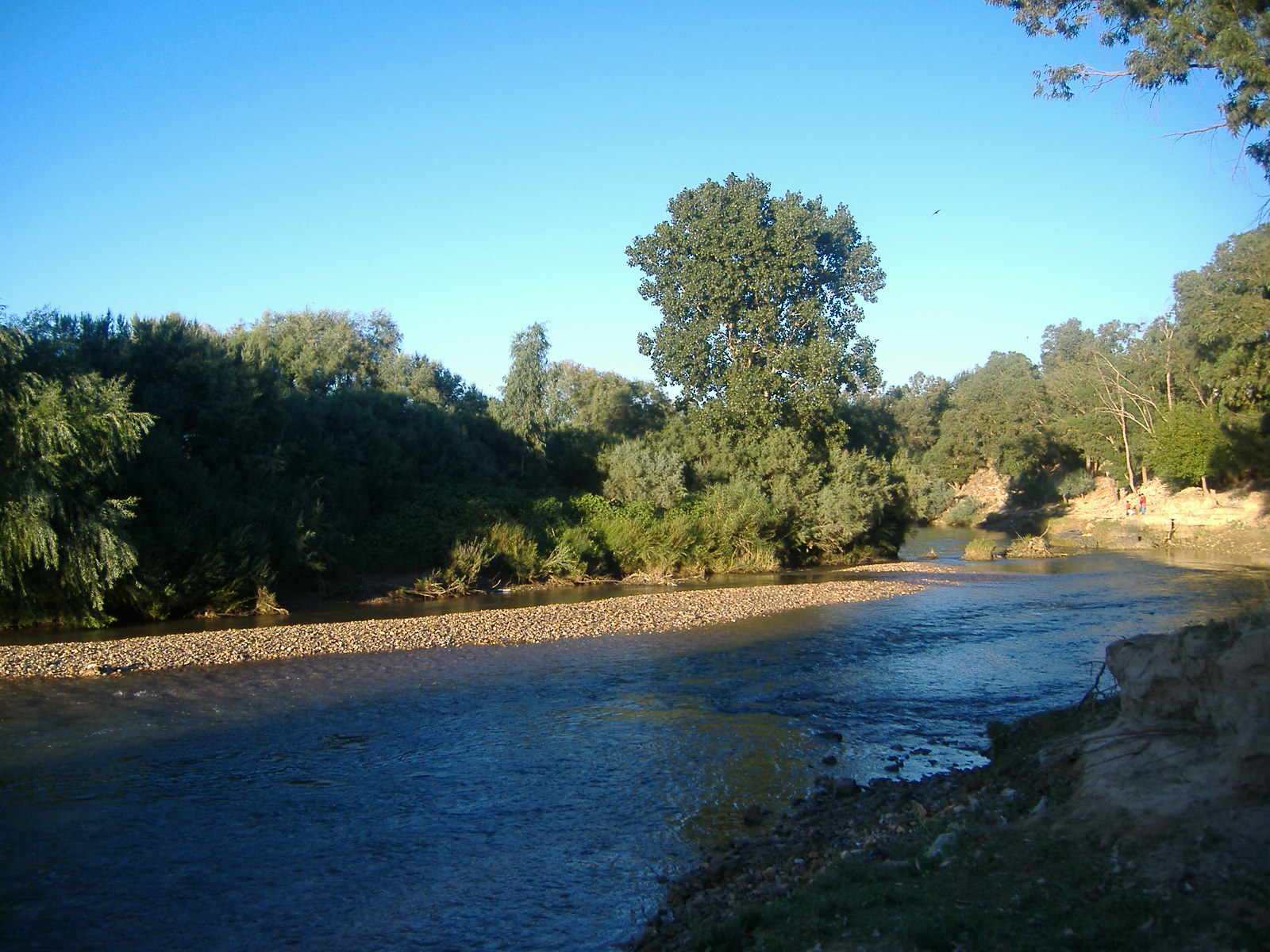
2006年7月

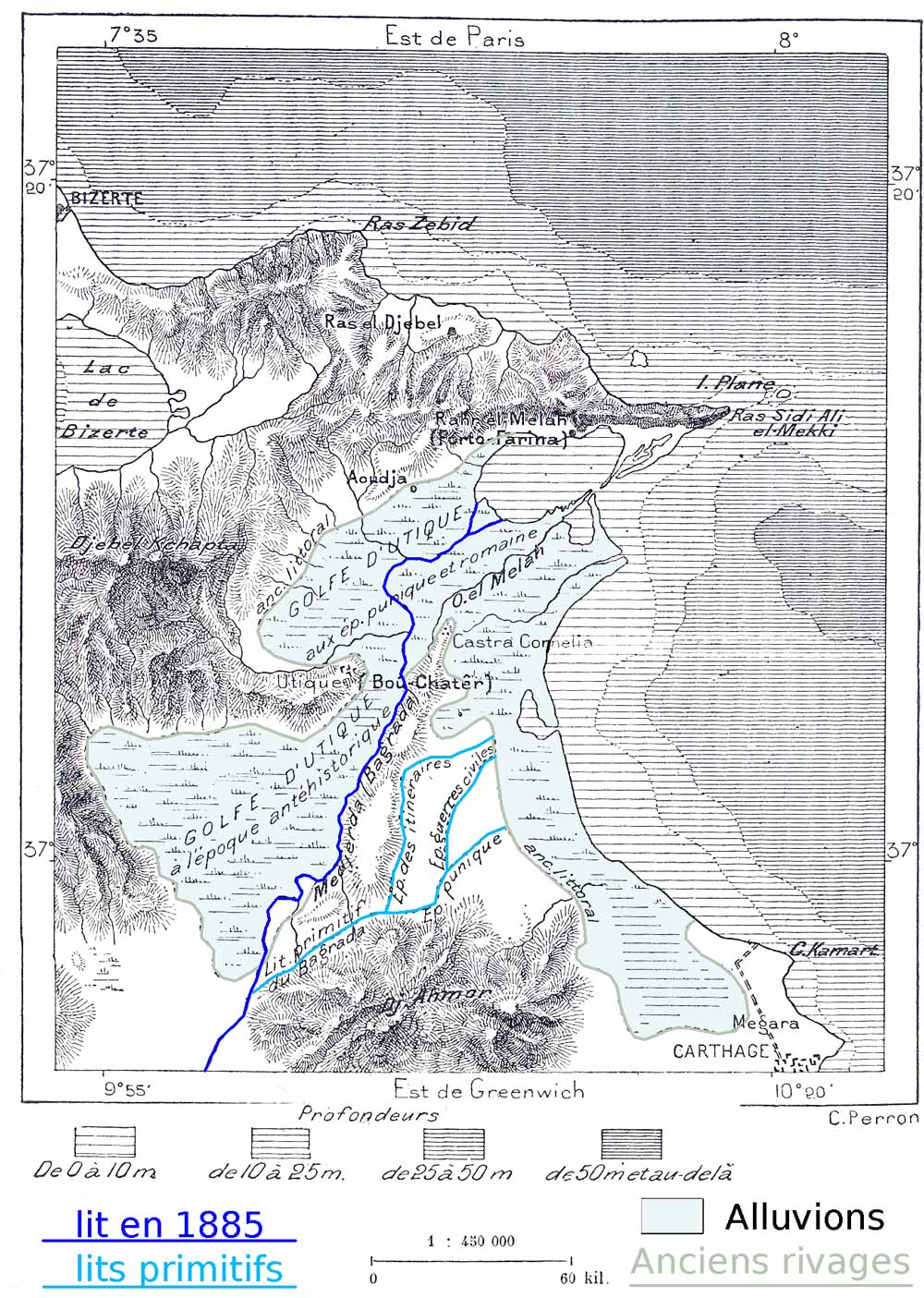
メジェルダ川

メジェルダ川（メジェルダがわ、阿: نهر مجردا、英: Medjerda）は、アトラス山脈を源流として、地中海のチュニス湾へ注ぐアフリカの河川である。チュニジア及びアルジェリア両国にまたがる。古代ローマ時代は「バグラダス川」（Bagradas）の名で呼ばれていた。
古来よりベルベル人、フェニキア人、ローマ人やアラブ人等が争いを繰り広げ、古代ではカルタゴやウティカ、現在はチュニスといった都市がメジェルダ川沿いに建設された。
現在もメジェルダ流域に住む人々にとっては、灌漑農業及び生活の上で重要な河川であり、穀物・野菜・柑橘類・葡萄・肉類・牛乳の生産地となっている。河口一帯の三角州およびガル・エル＝メルフのラグーンは2007年にラムサール条約登録地となった
チュニジア国内で流れる川では最長の河川であるが、1973年に大規模な氾濫が起こったことを受けて当時の大統領ハビーブ・ブルギーバはドイツとユーゴスラビアの協力でチュニジア最大のシディ・サレム・ダムや中国の支援でキャップボン運河を建設した。